# Picoides dorsalis
El pico tridáctilo americano (Picoides dorsalis) es una especie de ave piciforme de la familia Picidae nativa de América del Norte.

## Descripción
Tiene unos 21 cm de longitud, envergadura de 38 cm y un peso promedio de 55 g, la esperanza de vida máxima en su hábitat natural es de 6 años. Se parece mucho al pico ártico (Picoides arcticus), que también es de tres dedos. Hasta hace poco, se consideró la misma especie que el pico tridáctilo euroasiático (Picoides tridactylus). Los adultos tienen la cabeza de color negro, las alas, la cola y la garganta blanca, los flancos son de color blanco con franjas negras. La parte posterior es de color blanco con franjas negras y la cola es de color negro con las plumas externas blancas enrejadas con negro. El macho adulto tiene una gorra amarilla.

## Distribución y hábitat
Su hábitat de reproducción son los bosques de coníferas de todo el oeste de Canadá, Alaska y el medio oeste de Estados Unidos. También se reproduce en varios lugares en la península superior de Michigan.
La hembra pone de 3 a 7 huevos en un nido cavado en una conífera muerta o, a veces en un árbol vivo o un poste. La pareja excava un nuevo nido cada año. Este pájaro es normalmente residente permanente, pero las aves del norte puede moverse hacia el sur y las aves en las altas elevaciones puede trasladarse a niveles más bajos en invierno.
Se mueven a menudo a zonas con un gran número de árboles infestados de insectos, especialmente después de incendios forestales o inundaciones.

## Subespecies
Se reconocen tres subespecies:
- P. d. bacatus Bangs, 1900
- P. d. dorsalis S. F. Baird, 1858
- P. d. fasciatus S. F. Baird, 1870